# 圣若瑟堂 (毕尔巴鄂)

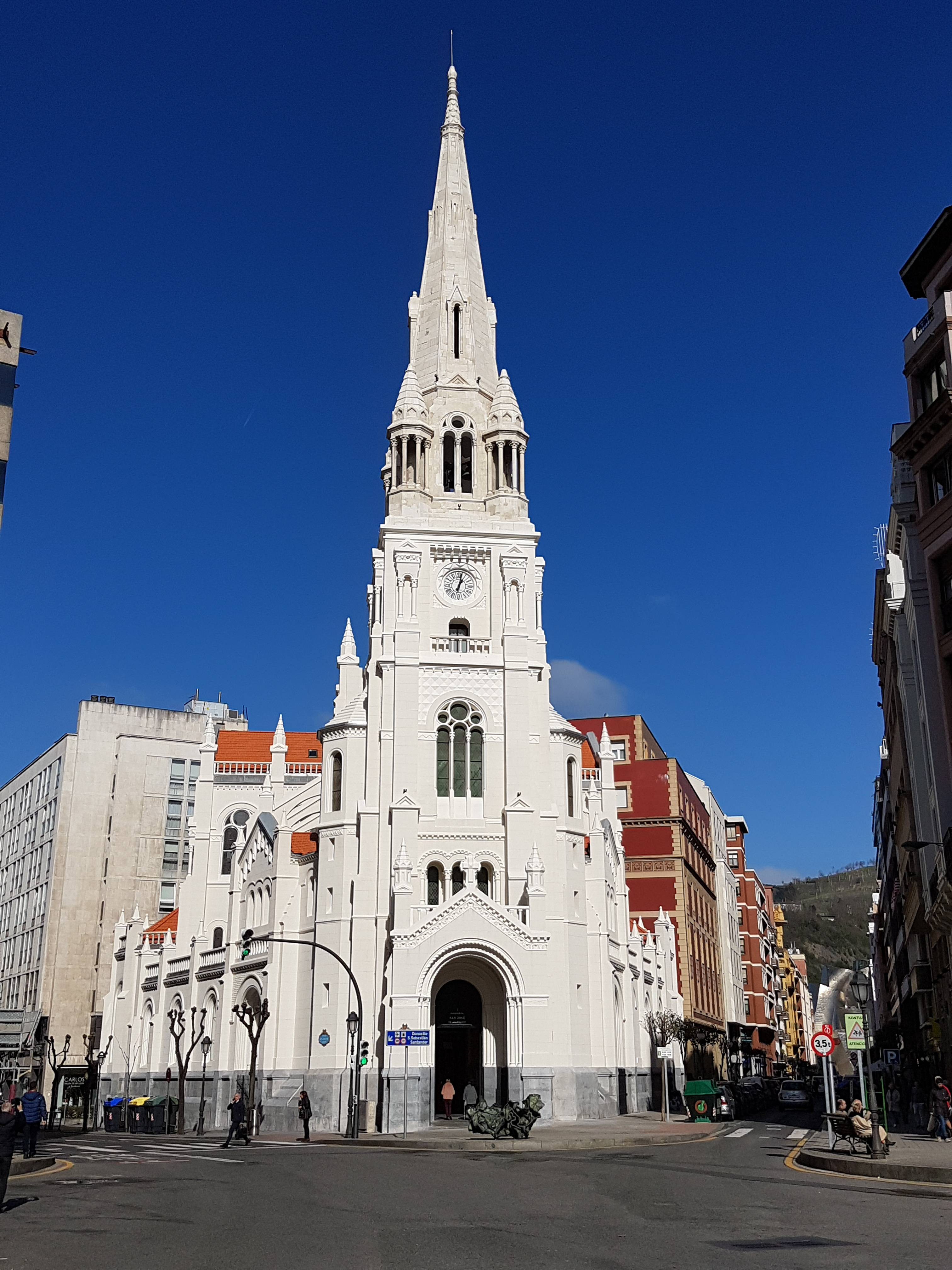

圣若瑟堂（西班牙語：Iglesia de San José de la Montaña）是一座罗马天主教教堂，新哥特式建筑风格，位于巴斯克自治区毕尔巴鄂，于1906年开工建造，1918年3月18日落成。
该堂由建筑师何塞·马里亚·德巴斯特拉（José María de Basterra）设计，1970年12月15日成立堂区，位于埃尔卡诺街（Calle Elcano）和伊帕拉圭尔街（Calle Iparraguirre）的交叉口，对面是同名广场。
2020年1月，其正立面的整体改造完成。